# Адиль-Янгиюрт
Ади́ль-Янгию́рт (кум. Адил-янгы-юрт, Янгы-чанка-юрт) — село в Бабаюртовском районе Дагестана. Административный центр сельского поселения «Сельсовет „Адиль-Янгиюртовский“».

## География
Расположено к югу-западу от районного центра Бабаюрт близ Аксаевского водохранилища.
Ближайшие населённые пункты: на северо-западе — село Хамаматюрт, на северо-востоке — село Туршунай, на юго-востоке — село Герменчик, на юго-западе — село Уцмиюрт.

## История
Село возникло на землях князя Адиля Алибекова из рода Каплановых, и названо в честь него (в переводе с кумыкского — «новое село Адиля»). Датой основания считается 1785 г., когда князем на месте нынешнего села Чанка-юрт было основано новое поселение, отсюда и пошло его нынешнее название — Янги-чанка-юрт. Краевед К. Казанбиев выделяет три волны мигрантов: в 1785, 1813 и 1825 гг.
По другим данным основано в 1857 г.
В 1883 г. село входило в состав 2-го (Аксайского) участка Хасавюртовского округа Терской области. Состояло из 166 дворов, в которых проживало 817 человек, моноэтническое кумыкское село.
Вплоть до ликвидации  царской администрацией феодальных владений село относилось к Аксаевскому княжеству. После разрушения Старого Аксая Адиль-Янги-Юрт разросся за счёт переселения сюда части староаксаевцев. Основным занятием сельчан в дореволюционный период являлось земледелие. В досоветский период селение входило в Хасавюртовский округ Терской области.
В селе похоронен дагестанский революционер и поэт Батырмурзаев З. Н..

## Население
| 1889  | 1914  | 1926  | 1939  | 1959  | 1970  | 1989  |
| ----- | ----- | ----- | ----- | ----- | ----- | ----- |
| 807   | ↗1266 | ↘1048 | ↗1464 | ↗1467 | ↗2110 | ↗2673 |
| 2002  | 2010  | 2021  |       |       |       |       |
| ↗3752 | ↗3864 | ↗4630 |       |       |       |       |

Национальный состав
По данным «Список населённых мест Терской области : По сведениям к 1 января 1883 года»:
| № | Национальность | Численность, чел. | Доля  |
| - | -------------- | ----------------- | ----- |
| 1 | кумыки         | 817               | 100 % |

По данным Всесоюзной переписи населения 1926 года:
| № | Национальность   | Численность, чел. | Доля   |
| - | ---------------- | ----------------- | ------ |
| 1 | кумыки           | 890               | 84,9 % |
| 2 | чеченцы          | 144               | 13,7 % |
| 3 | персы            | 6                 | 0,6 %  |
| 4 | казанские татары | 4                 | 0,4 %  |
| 5 | ногайцы          | 4                 | 0,4 %  |

По переписи 2002 года абсолютное большинство в селе составляли кумыки — их насчитывалось 3329 человек (88,7 %). Остальные народы: чеченцы — 346 человек (9,2 %), лакцы — 28 человек (0,7 %), аварцы — 25 человек (0,7 %), прочие — 24 человека.
Национальный состав
По данным Всероссийской переписи населения 2021 года:
| №        | Национальность | Численность, чел. | Доля    |
| -------- | -------------- | ----------------- | ------- |
| 1        | кумыки         | 4 252             | 91,83 % |
| 1.000001 | не указавшие   | 27                | 0,58 %  |
| 1.000002 | прочие         | 351               | 7,58 %  |
| 1.000003 | всего          | 4 630             | 100 %   |

## Образование
- Адиль-Янгиюртовская муниципальная средняя общеобразовательная школа[24].